# Nicholas Marcus Fernando
Nicholas Marcus Fernando (* 6. Dezember 1932 in Munnakkara; † 10. April 2020 in Tewatta Ragama bei Colombo) war ein sri-lankischer Geistlicher und römisch-katholischer Erzbischof von Colombo.

## Leben
Nicholas Marcus Fernando besuchte eine römisch-katholische Schule in Munnakkara und das St. Mary’s College in Negombo. Der Patriarch von Kilikien und Pro-Präfekt der Congregatio de Propaganda Fide, Grégoire-Pierre XV. Kardinal Agagianian, weihte ihn am 20. Dezember 1959 zum Priester des Erzbistums Colombo in Ceylon. Er war unter anderem Rektor des St. Aloysius Minor Seminary (1965–1973). 
Papst Paul VI. ernannte ihn am 21. März 1977 zum Erzbischof von Colombo. Sein Amtsvorgänger Thomas Benjamin Kardinal Cooray OMI spendete ihm am 14. Mai desselben Jahres die Bischofsweihe; Mitkonsekratoren waren Anthony de Saram, Bischof von Galle, und Jacob Bastiampillai Deogupillai, Bischof von Jaffna.
1989 wurde er von Papst Johannes Paul II. zum Mitglied der Kongregation für die Evangelisierung der Völker berufen. Von 1989 bis 1995 war er Vorsitzender der Bischofskonferenz von Sri Lanka. 
Am 6. Juli 2002 nahm Papst Johannes Paul II. sein aus gesundheitlichen Gründen vorgebrachtes Rücktrittsgesuch an. Er verstarb im „Emmaus House“ bei der Basilika Unserer Lieben Frau von Lanka in Tewatta Ragama bei Colombo.